# Engelbert François van Berckel

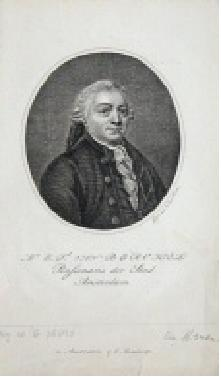
Engelbert François van Berckel

Engelbert François van Berckel (Rotterdam, 8 oktober 1726 – Amsterdam, 30 maart 1796) was een Nederlandse staatsgezinde politicus.

## Biografie
Engelbert François van Berckel werd op 8 oktober 1726 in Rotterdam geboren als zoon van Engelbert van Berckel, bewindvoerder van de VOC Kamer Rotterdam. Hij was afkomstig uit een oude Rotterdamse regentenfamilie. Hij was een broer van Pieter Johan van Berckel, de eerste gezant van Nederland bij de Verenigde Staten. Hij studeerde rechten in Utrecht en promoveerde aldaar op 15 augustus 1748.

### PensionarisvanAmsterdam
Engelbert François van Berckel werd in 1762 tweede pensionaris en in 1774 eerste pensionaris van Amsterdam. Hij wist veel invloed te verwerven en behoorde tot de Staatse partij die de invloed van de Oranjes in het staatsbestuur van de Republiek der Verenigde Nederlanden wilden beperken. Daarnaast was Van Berckel ook fel anti-Engels. In Amsterdam werkte Van Berckel nauw samen met Egbert de Vrij Temminck, die net als hijzelf anti-Engels was. Zijn invloed reikte verder dan Amsterdam, omdat hij die stad ook in de Staten van Holland vertegenwoordigde.
In 1778 speelde hij een hoofdrol in de geheime onderhandelingen tussen de stad Amsterdam en de opgestane Engelse koloniën in Noord-Amerika en had een beslissende hand in het ontwerp-verdrag waarin de Verenigde Staten van Amerika als onafhankelijke staat werden erkend. Toen het ontwerp-verdrag bij de Engelsen uitlekte, leidde dit tot een Engels ultimatum en vervolgens tot een oorlogsverklaring (december 1780). Hierdoor raakte Van Berckel in diskrediet, maar hij wist zich niettemin als pensionaris van Amsterdam te handhaven, ofschoon hij als Statenlid moest aftreden. Toen in 1781 zijn tegenstanders onder leiding van de nieuwe burgemeester Joachim Rendorp hem tot aftreden probeerden te dwingen, slaagden zij hier echter niet in. Twee jaar lang is hij vervangen door Carel Wouter Visscher.
Engelbert François van Berckel werd in november 1782 opnieuw lid van de Staten van Holland. Hij wist zijn machtspositie verder uit te bouwen en samen met twee andere "aristocratische patriotten," Cornelis de Gijselaar en Adriaan van Zeebergh, respectievelijk pensionaris van Dordrecht en Haarlem, beheerste hij tot de Pruisische interventie van september 1787 de binnen- en buitenlandse politiek van de republiek. Hij ontving hierbij de steun van de Franse gezanten in Den Haag die de anti-Engelse politiek van de patriotten ondersteunden.

### Val
In september 1787 vielen Pruisische troepen de Verenigde Nederlanden binnen om het stadhouderlijk gezag te herstellen. Van Berckel vluchtte niet als zoveel patriotten naar het buitenland, maar bleef in Amsterdam. In oktober van dat jaar werd hij als pensionaris van die stad afgezet volgens deze tekst:
NAAMLYST der Regerings-leden, die door Haar Koninglyke Hoogheid, Mevrouwe de Prinses van Oranje, gecondemneerd zyn om uit de Regeering te werden
geremoveerd, en om nooit in eenige qualiteit dit Land weder te dienen, om het bekende Attentaat aan Haar Koninglyke Hoogheyd gedaan, zynde de volgende Heeren:
- Mr. Adriaan van Zeeberg, en
- Mr. Pieter Leonard van de Casteele, Pensionarissen der Stad Haarlem
- Mr. Engelbert François van Berckel, en
- Mr. Carel Wouter Visscher, Pensionarissen der Stad Amsterdam

Hiermee was zijn rol uitgespeeld.
Engelbert François van Berckel overleed op 69-jarige leeftijd, op 30 maart 1796 in Amsterdam.

### Opvattingen
Van Berckel was een overtuigd tegenstander van de politieke invloed van de Oranjes en aanhanger van de Staatsgezinden. Hij was echter absoluut geen democraat. Hij geloofde sterk in het aristocratische regeringsstelsel en voelde er niets voor om democratische hervormingen door te voeren. Tussen hem en de democratische patriotten bestond geen verwantschap.
Van Berckel had weinig politieke vrienden. Zelfs zij die zijn politieke opvattingen deelden waren niet met hem bevriend.

## Woning

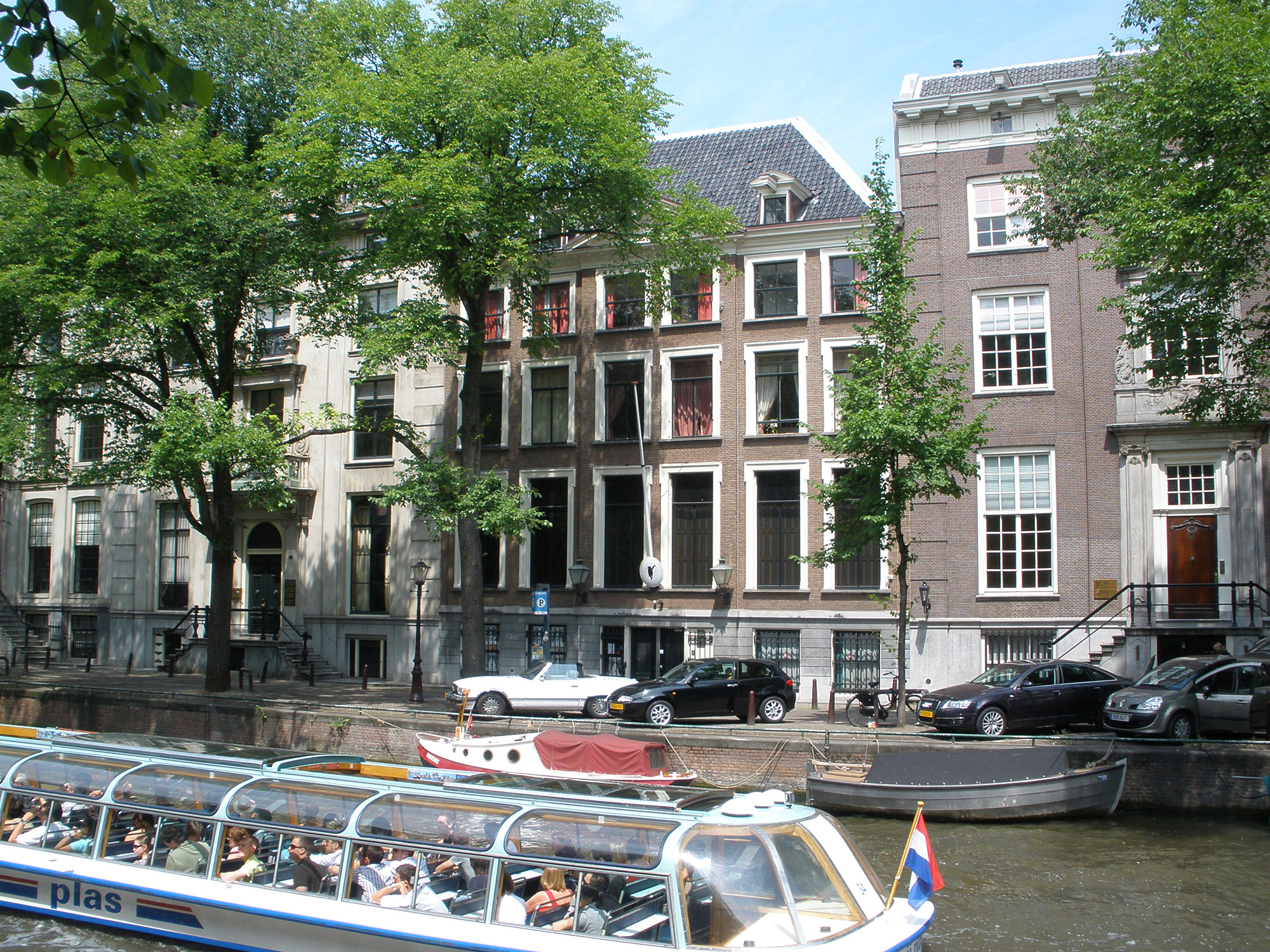
Herengracht 497/499 (KattenKabinet), woonhuis van Engelbert François van Berckel.

Van Berckel woonde in een statig herenhuis aan de Herengracht 497/499, aan de Gouden Bocht in Amsterdam. In dit huis ontving hij de Amerikaanse ambassadeur John Adams, die later president van de Verenigde Staten werd. Tegenwoordig is in dit huis het KattenKabinet gevestigd.